# Taconafide
Taconafide es un supergrupo de hip hop polaco formado en Varsovia en 2018 por los raperos Taco Hemingway y Quebonafide. El dúo musical ha lanzado dos álbumes de estudio: Soma 0,5 mg y 0,25 mg, así como cuatro sencillos y dos videoclips para promocionar su gira musical Ekodiesel Tour, formando parte de la cartelera del Open'er Festival.

## Discografía
| Año  | Detalles del álbum | Posiciones en las listas musicales | Ventas | Certificaciones |
| Año  | Detalles del álbum | POL                                | Ventas | Certificaciones |
| ---- | --- | ---------------------------------- | ------ | --------------- |
| 2018 | Soma 0,5 mg - Lanzamiento: 13 de abril de 2018 - Discográfica: Taconafidex - Formatos: CD, LP, descarga digital, streaming | 1                                  | 90 000 | ZPAV: platino   |
| 2018 | 0,25 mg - Lanzamiento: 13 de abril de 2018 - Discográfica: Taconafidex - Formatos: CD, LP, descarga digital, streaming     | —                                  |        |                 |

### Sencillos
| Año  | Título          | Posiciones en listas musicales | Posiciones en listas musicales | Posiciones en listas musicales | Posiciones en listas musicales | Posiciones en listas musicales | Posiciones en listas musicales | Posiciones en listas musicales | Álbum       |
| Año  | Título          | POL                            | RMF FM                         | RMF                            | Eska                           | RDC                            | SLiP                           | RP                             | Álbum       |
| ---- | --------------- | ------------------------------ | ------------------------------ | ------------------------------ | ------------------------------ | ------------------------------ | ------------------------------ | ------------------------------ | ----------- |
| 2018 | «Art-B»         | —                              | —                              | —                              | —                              | —                              | —                              | —                              | Soma 0,5 mg |
| 2018 | «Tamagotchi»    | 22                             | 2                              | 1                              | 1                              | —                              | 1                              | 1                              | Soma 0,5 mg |
| 2018 | «Metallica 808» | —                              | —                              | —                              | —                              | —                              | —                              | —                              | Soma 0,5 mg |
| 2018 | «Kryptowaluty»  | —                              | —                              | —                              | —                              | 2                              | —                              | —                              | Soma 0,5 mg |

### Remixes
| Año  | Título                                     | Posiciones en listas musicales | Posiciones en listas musicales | Álbum   |
| Año  | Título                                     | LP3                            | RP                             | Álbum   |
| ---- | ------------------------------------------ | ------------------------------ | ------------------------------ | ------- |
| 2018 | «Tamagotchi (remix)» (ft. Dawid Podsiadło) | 3                              | 1                              | 0,25 mg |

### Videos musicales
| Título         | Año  | Director(es)      | Ref.   |
| -------------- | ---- | ----------------- | ------ |
| «Tamagotchi»   | 2018 | Krzysztof Grajper | [ 16 ] |
| «Kryptowaluty» | 2018 | Piotr Matejkowski | [ 17 ] |

## Premios y nominaciones

### 2018
- MTV Europe Music Awards 2018 – Mejor artista polaco (Nominado)[18]